# Тасибай
Тасиба́й (каз. Тасыбай) — село у складі Житікаринського району Костанайської області Казахстану. Входить до складу Більшовицького сільського округу.
Населення — 45 осіб (2021; 28 у 2009, 84 у 1999, 352 у 1989).